# Dömötör Gizella
Dömötör Gizella Mária (Budapest, 1894. február 14. – Buenos Aires, 1984. szeptember 25.) magyar festőművész.

## Életpályája
Szülei Dömötör Dániel és Kolárik Mária voltak. 1913-ban a Képzőművészeti Főiskola hallgatója lett; mestere Deák-Ébner Lajos volt. 1914-ben Nagybányán dolgozott, ekkor találkozott először későbbi férjével, Mund Hugó (1892–1961) festőművésszel. 1916. szeptember 21-én kötöttek házasságot Budapesten. 1920–1924 között Nagyváradon és Nagybányán dolgozott. 1924–1930 között Nagybányán élt. 1931-ben Dél-Amerikába utazott. 1945-ben a Brit Művészek Szövetségének tagja lett. 1961-ben – férje halála után – átvette munkáját a Buenos Aires-i könyvtárban. 1974-ben fejezte be festészeti munkáját.

## Kiállításai

### Egyéni
- 1921-1922, 1927-1928 Nagyvárad
- 1922 Marosvásárhely, Kolozsvár
- 1925 Kolozsvár
- 1929 Máramarossziget
- 1930 Torda, Beregszász
- 1931-1932, 1935, 1937, 1958, 1969 Buenos Aires
- 1996 Budapest

### Csoportos
- 1915, 1919, 1928, 1996 Budapest
- 1929 Nagybánya
- 1992 Miskolc

## Művei

### Festmények
- Cigány modell (1915)
- Nagybányai tájkép (1915)
- Ülő modell (1915)
- Anyák (1950)
- Tilos (1954)
- Vadászat (1960)

### Grafikai művek
- Csendélet két korsóval (1924)
- Nagybányai utca (1924)
- Nagybánya (1924)
- Golgota (1925)
- Bőség (1926-1930)
- Fekete fák alatt (1926)
- Tavasz (1928)
- Csendélet (1930)
- Az elvtárs (1932)
- Brazília (Csónakosok) (1935)